# Niculae Nedeff
Niculae Nedeff (sau Nicolae Nedef; n. 26 septembrie 1928, București, România – d. 24 iulie 2017, București, România) a fost un handbalist și antrenor român de handbal. Este unul dintre cei mai titrați antrenori de handbal din lume, câștigând șapte titluri de campion mondial la handbal, dintre care trei cu echipa națională feminină (1956, 1960 și 1962) și patru cu echipa națională masculină (1961, 1964, 1970 și 1974), plus alte medalii la Campionatele Mondiale și la Jocurile Olimpice de vară.

## Biografie

### Educație și activitate sportivă
A fost elev la Colegiul „Principele Carol” din București, unde a jucat baschet, fotbal, rugby, volei și handbal. În anul 1949, după ce a devenit student la Institutul de Cultură Fizică din București, a fost legitimat ca baschetbalist la Clubul Central al Armatei (CCA), actualul club Steaua București. După finalizarea stagiului militar (1951), a fost angajat la secția de handbal a CCA, cu care a câștigat mai multe campionate naționale, sub îndrumarea profesorului Ioan Kunst-Ghermănescu. Fratele său mai mic, Mihai Nedeff (1931–2017), a fost jucător de baschet și antrenor.

### Activitatea de antrenor
În 1956 a fost numit antrenor federal al loturilor naționale masculin și feminin de handbal. În 1961 a primit titlul de antrenor emerit, odată cu Oprea Vlase. A antrenat lotul național feminin de handbal până în 1965, timp în care a câștigat trei titluri mondiale la Campionatele Mondiale din Germania - 1956, Olanda - 1960 (ambele obținute pe când se juca în 11 jucătoare) și România - 1962 (cu echipă de 7 jucătoare). În paralel a fost și antrenor al lotului național masculin de handbal până în 1989, câștigând ca antrenor patru titluri mondiale la Campionatele Mondiale din Germania - 1961, Cehoslovacia - 1964, Franța - 1970 și RDG - 1974, o medalie de argint la Mondialul masculin din Austria - 1959 și o medalie de bronz la Mondialul masculin din Suedia - 1967, plus patru medalii olimpice: argint la Montreal 1976 și bronz la München 1972, Moscova 1980 și Los Angeles 1984.
După 1989, când a ieșit la pensie în România, a continuat să antreneze la Antibes (Franța) și la Eisenach (Germania).

### Funcții deținute
A îndeplinit mai multe funcții în cadrul Federației Române de Handbal (FRH) sau al altor organisme cu profil sportiv și anume:
- antrenor federal al loturilor naționale masculin și feminin (1956–1965)
- antrenor federal al lotului național masculin (1965–1989)
- președinte al Colegiului Central pentru Antrenori (1977–1982 și 1999–2005)
- membru în Biroul Federal al FRH
- secretar general al FRH (1992)
- observator internațional al Federației Internaționale de Handbal
- membru în Comitetul Executiv al Comitetului Olimpic Român

## Aprecieri

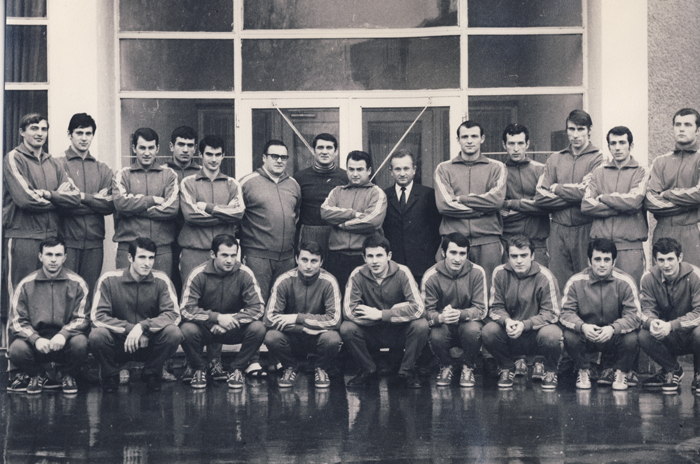
Lotul RSR - campion mondial la handbal în 1970. Pe rândul de sus, în centru, este antrenorul federal Niculae Nedeff.

În 1970 a primit Placheta de aur a Federației Române de Handbal, odată cu el fiind distinși și Victor Cojocaru, Lucian Grigorescu, Ioan Kunst-Ghermănescu, Constantin Popescu Pilică, Eugen Trofin, Oprea Vlase și Arcadie Kamenitschi.

### Distincții
Pentru meritele sale pe plan sportiv, antrenorul Niculae Nedeff a fost decorat de mai multe ori cu următoarele ordine:
- Ordinul „Meritul Sportiv” clasa I (29 martie 1974) „pentru comportarea remarcabilă și ocuparea locului I la Campionatul mondial de handbal masculin – ediția 1974 –, precum și pentru contribuția deosebită adusă la dezvoltarea acestui sport și la creșterea prestigiului sportului românesc pe plan internațional”[4]
- Ordinul „Meritul Sportiv” clasa a II-a (18 august 1976) „pentru rezultatele deosebite obținute la Jocurile olimpice de vară de la Montreal – 1976, precum și pentru contribuția adusă la dezvoltarea activității sportive și la creșterea prestigiului sportului românesc pe plan internațional”[5]
- Ordinul „Meritul Sportiv” clasa a III-a (15 aprilie 1981) „pentru rezultatele deosebite obținute la Jocurile olimpice de vară de la Moscova — 1980, precum și pentru contribuția adusă la dezvoltarea activității sportive și la creșterea prestigiului sportului românesc pe plan internațional”[6]
- Ordinul Meritul Sportiv clasa I (conferit de Nicolae Ceaușescu prin Decretul nr. 44 din 2 martie 1982) - „pentru rezultatele deosebite obținute la Jocurile Mondiale Universitare de la București – 1981, precum și pentru contribuția adusă la dezvoltarea activității sportive și la creșterea prestigiului sportului românesc pe plan internațional”[7]
- Crucea Națională „Serviciul Credincios” clasa a II-a (conferită de Emil Constantinescu prin Decretul nr. 563 din 1 decembrie 2000) - „pentru obținerea unor rezultate sportive deosebite”[8]
- Ordinul Meritul Sportiv clasa I (conferit de Traian Băsescu prin Decretul nr. 904 din 31 mai 2009) - „în semn de înaltă apreciere a contribuției avute în planul pregătirii mai multor generații de campioni, pentru abnegația și profesionalismul cu care au știut să imprime spiritul de fair-play în școala românească de handbal, contribuind la succesul acesteia în lume”[9]

În revista World Handball nr. 2 din 2002 a fost publicat un clasament al celor mai mari antrenori de handbal din lume, în care Niculae Nedeff se afla pe primul loc, devansându-i pe rușii Igor Turcin și Vladimir Maximov (care au în palmares doar câte 4 titluri mondiale).